# 凯瑟斯多夫
凯瑟斯多夫是奥地利布尔根兰州上普伦多夫县的一个市镇。总面积12.51平方公里，总人口527人，人口密度42.1人/平方公里（2001年）。